# کویو، پالاوان
کویو، پالاوان (به لاتین: Cuyo, Palawan) یک سکونتگاه مسکونی در فیلیپین است که در پالاوان واقع شده‌است.

## خصوصیات
کویو ۸۴٫۹۵ کیلومترمربع مساحت و ۲۱٬۸۴۷ نفر جمعیت دارد.